# Fernandina

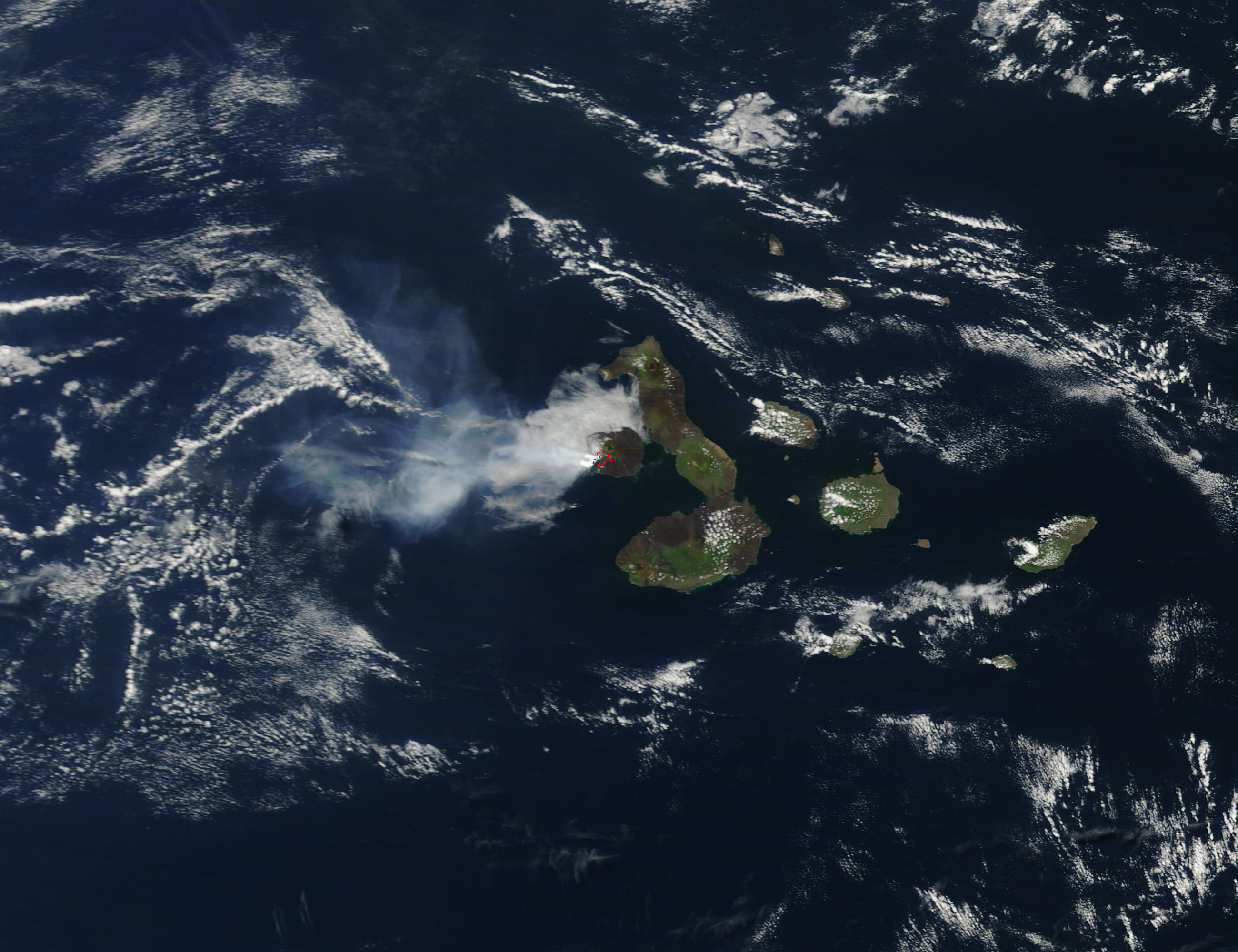
Ausbruch des Cumbre am 11. April 2009

Fernandina (englisch Narborough Island) ist die drittgrößte der Galapagosinseln. Die Insel trägt ihren Namen zu Ehren von König Ferdinand II. von Aragonien, der die erste Reise des Christoph Kolumbus unterstützt hatte.
Der ursprüngliche Name Narborough war der Insel 1684 von dem Freibeuter William Cowley gegeben worden, der die Inselgruppe der Galápagos auf einer Weltumsegelung (1683–1686) unter William Dampier besucht und eine erste Detailkarte des Archipels angefertigt hatte. Dabei benannte er die Inseln nach verschiedenen britischen Königen, Grafen und Admirälen, so auch das heutige Fernandina zu Ehren des Admirals Sir John Narborough.
Fernandina hat eine Fläche von 642 km² und erreicht auf dem Kraterrand des aktiven Vulkans La Cumbre eine Höhe von 1476 m. Fernandina ist die geologisch jüngste Insel des Archipels. Die letzten Ausbrüche des Cumbre datieren vom 4. September 2017, von Juni 2018 und 3. März 2024 (laufend).
Auf den schwarzen Lavafelsen der schmalen Landzunge Punta Espinoza findet sich eine Kolonie von Hunderten von Meerechsen. Weiterhin wird die Insel von den vom Aussterben bedrohten Stummelkormoranen bevölkert, außerdem von Horden von Pinguinen, Pelikanen und Galápagos-Seelöwen. Die Fernandina-Art der Galapagos-Riesenschildkröte galt lange als ausgerottet, doch wurde 2019 ein weibliches Tier auf der Insel entdeckt.
Entlang der Küste der Insel finden sich vereinzelt Mangrovenwälder.